# Abraham Lincoln walks at Midnight
Abraham Lincoln walks at Midnight est une cantate de la compositrice américaine Florence Price, écrite en 1940.

## Contexte et création
Florence Price compose sa cantate en 1940 sur un texte du poète américain Vachel Lindsay, qui imagine la figure d'Abraham Lincoln revenant d'entre les morts à l'époque moderne (période de l'après-Première Guerre mondiale) et se lamentant sur l'inefficacité de ses efforts à apporter la paix. Cette cantate est fortement influencée par les oratorios de Georg Friedrich Haendel et Jean-Sébastien Bach, notamment dans les passages chorals et la fugue finale. D'autres passages sont influencés par les negro spirituals, influence qui a marqué toute l'existence de la compositrice.

## Structure
L'œuvre comprend sept mouvements :
1. Introduction : A bronzed, lank man ! – Ouverture
2. It is Portentous
3. Until the Dawn-Stars Burn away
4. He Cannot Sleep
5. His Head is Bowed
6. He Cannot Rest Until a Spirit-Dawn Shall Come
7. Finale – It breaks his heart that kings must murder still

## Analyse
Florence Price dépeint ici les émotions du président américain sans pour autant perdre un certain sens de majesté et d'optimisme.

## Discographie
- John Jeter (dir.), Malmö Opera Orchestra et Malmö Opera Chorus, Douglas W. Shadle, Choral Works, coll. « Naxos », août 2025.